# 21074 Rügen
21074 Rügen è un asteroide della fascia principale. Scoperto nel 1991, presenta un'orbita caratterizzata da un semiasse maggiore pari a 2,4706198 UA e da un'eccentricità di 0,1171157, inclinata di 7,72358° rispetto all'eclittica.